# Going Back
Going Back è un ultimo album di Phil Collins uscito nel settembre 2010.
Tutti i brani dell'album sono cover di canzoni popolari degli anni '60.

## Il disco
Collins aveva precedentemente registrato ed eseguito dal vivo cover di canzoni della Motown Records durante la sua carriera. La più famosa, la sua cover di You Can't Hurry Love raggiunse la prima posizione nelle UK charts nel 1983. Inoltre la Motowneggiante Two Hearts, scritta in collaborazione col compositore della Motown Records Lamont Dozier, apparve nella colonna sonora originale del film di Collins del 1988 Buster, Tears of a Clown di Smokey Robinson & The Miracles apparve come lato B sul singolo del 2003 The Least You Can Do, mentre una versione dal vivo di My Girl apparve per la prima volta nella versione Giapponese dell'album Live from the Board nel 1995 e successivamente nell'album del 2004 Love Songs: A Compilation... Old and New.
Esistono due versioni dell'album; la prima composta da un CD con 18 tracce e la Going Back Ultimate Edition composta da un CD con 25 tracce ed un DVD con 29 tracce. Amazon.com offre anche una versione esclusiva constante in un CD-R con 25 tracce. iTunes ha una versione espansa in HD dell'album comprendente 26 tracce audio, un video musicale ed altri contenuti aggiuntivi. Nell'estate 2010 sono stati fatti una serie di esibizioni dal vivo per la promozione del disco.
Collins dichiarò in alcune interviste che Going Back con buona probabilità sarebbe stato il suo ultimo progetto musicale e che stava prendendo in considerazione l'idea di ritirarsi dal panorama musicale permanentemente, decisione che venne poi confermata dallo stesso Collins nel 2011. Con sorpresa di tutti però 4 anni dopo, nell'ottobre 2015, Collins anunciò di non volersi più ritirare e di voler rimanere in attività. Il 10 giugno 2016 è stata rilasciata una ristampa su doppio disco dell'album, intitolata The Essential Going Back differente dalla versione originale per una scaletta modificata e comprendente alcuni brani live dello stesso.

## Tracce
- Girl (Why You Wanna Make Me Blue)
- (Love Is Like A) Heatwave
- Uptight (Everything's Alright)
- Some of Your Lovin'
- In My Lonely Room
- Take Me in Your Arms (Rock Me a Little While)
- Blame It on the Sun
- Papa Was a Rolling Stone
- Never Dreamed You'd Leave in Summer
- Standing in the Shadows of Love
- Do I Love You
- Jimmy Mack
- Something About You
- love Is Here and Now You're Gone
- Loving You Is Sweeter Than Ever
- Going to a Go-Go
- Talkin about my baby
- Going Back

Tracce bonus della ultimate edition
- Ain't Too Proud to Beg
- You've Been Cheatin
- Don't Look Back
- You Really Got a Hold on Me
- Ain't That Peculiar
- Nowhere to Run
- Dancing in the Street

## Formazione
- Phil Collins - voce, batteria, tastiera, basso, glockenspiel, arpa, chitarra
- Ray Monette - chitarra
- Eddie Willis - chitarra
- Bob Babbitt - basso
- Ronnie Caryl - chitarra acustica
- Chester Thompson - batteria
- Brad Cole - tastiera
- Connie Jackson-Comegys - cori
- Lynne Fiddmont-Linsey - cori
- Jason Rebello - pianoforte, Vibes
- John Aram - trombone, Handclaps, Fingersnaps
- Guy Barker - tromba
- Tom Rees-Roberts - tromba
- Phil Todd - sassofono baritono, flauto, Piccolo
- Graeme Blevins - sassofono tenore
- Menhuin Academy - Orchestra
- Celeste-Marie Roy - Bassoon
- Yvan Bing - ingegnere del suono

## Classifiche
| Chart                         | Peak position |
| ----------------------------- | ------------- |
| Australian Albums Chart       | 2             |
| Austrian Albums Chart         | 3             |
| Belgium Flanders Albums Chart | 2             |
| Belgium Wallonia Albums Chart | 2             |
| Brazilian Top 30 Albums Chart | 11            |
| Canadian Albums Chart         | 3             |
| Czech Albums Chart            | 2             |
| Danish Albums Chart           | 4             |
| Dutch Albums Chart            | 1             |
| European Top 100 Albums       | 1             |
| Finnish Albums Chart          | 41            |
| French Albums Chart           | 3             |
| German Albums Chart           | 2             |
| Greek Albums Chart            | 6             |
| Hungarian Albums Chart        | 9             |
| Irish Albums Chart            | 10            |
| Italian Albums Chart          | 5             |
| Japanese Albums Chart         | 56            |
| Mexican Albums Chart          | 94            |
| New Zealand Albums Chart      | 1             |
| Norwegian Albums Chart        | 9             |
| Polish Albums Chart           | 13            |
| Portuguese Albums Chart       | 30            |
| Spanish Albums Chart          | 3             |
| Swedish Albums Chart          | 3             |
| Swiss Albums Chart            | 4             |
| UK Albums Chart               | 1             |
| US Billboard 200              | 34            |

### Classifiche di fine anno
| Anno | Classifica                      | Posizione |
| ---- | ------------------------------- | --------- |
| 2010 | Belgian Albums Chart (Flanders) | 52        |
| 2010 | Belgian Albums Chart (Wallonia) | 37        |
| 2010 | Dutch Albums Chart              | 22        |
| 2010 | European Top 100 Albums         | 20        |
| 2010 | French Albums Chart             | 37        |
| 2010 | German Albums Chart             | 13        |
| 2010 | Swedish Albums Chart            | 88        |
| 2010 | Swiss Albums Chart              | 55        |
| 2011 | Austrian Albums Chart           | 48        |